# Pasqua
La Pasqua (o Domenica della Resurrezione) è una festa cristiana e culturale che commemora la resurrezione di Gesù dai morti, descritta nel Nuovo Testamento come avvenuta il terzo giorno della sua sepoltura dopo la sua crocifissione da parte dei Romani sul monte Calvario intorno al 30 d.C. È il culmine della passione di Gesù, preceduta dalla Quaresima, un periodo di 40 giorni di digiuno, preghiera e penitenza. È una festa mobile e la principale solennità del cristianesimo.
La maggior parte dei cristiani si riferisce alla settimana prima di Pasqua come Settimana Santa, che nella cristianità occidentale contiene i giorni del Triduo pasquale incluso il giovedì santo, che commemora la lavanda dei piedi e l'Ultima Cena, così come il venerdì santo, che commemora crocifissione e morte di Gesù. Nel cristianesimo orientale, gli stessi giorni e gli stessi eventi sono commemorati con i nomi dei giorni che iniziano tutti con "Santo" o "Santo e Grande"; e la stessa Pasqua potrebbe essere chiamata "Grande e Santa Pasqua", "Pascha" o "Domenica di Pasqua". Il Tempo pasquale inizia la domenica di Pasqua e dura sette settimane, terminando con l'arrivo del 50º giorno, la domenica di Pentecoste. Nella cristianità orientale, anche il tempo pasquale termina con la Pentecoste, ma il commiato della Festa della Pasqua è il 39º giorno, il giorno prima della festa dell'Ascensione.
La Pasqua e le relative festività sono feste mobili, non cadenti a data fissa; la data è calcolata sulla base di un calendario lunisolare (anno solare a più fasi lunari) simile al calendario ebraico. La data è variabile di anno in anno secondo i cicli lunari, cade la domenica successiva al primo plenilunio della stagione primaverile, determinando anche la cadenza di altre celebrazioni e tempi liturgici, come la Quaresima e la Pentecoste.
La Pasqua cristiana presenta importanti legami, ma anche significative differenze, con la Pasqua ebraica.
Le usanze pasquali variano nel mondo cristiano e includono servizi all'alba, veglie di mezzanotte, esclamazioni e scambi di saluti pasquali, ritaglio della chiesa (Inghilterra), decorazioni e rottura comune delle uova di Pasqua (simbolo della tomba vuota). Il giglio pasquale, simbolo della resurrezione nel cristianesimo occidentale, decora tradizionalmente l'area del presbiterio dei cori architettonici in questo giorno e per il resto del Tempo pasquale. Ulteriori usanze che sono state associate alla Pasqua e sono osservate sia dai cristiani che da alcuni non cristiani includono le parate pasquali, i balli comuni (Europa orientale), il coniglietto pasquale e la caccia alle uova. Ci sono anche cibi tradizionali pasquali che variano a seconda della regione e della cultura.

## Etimologia e significato

### Le radici ebraiche

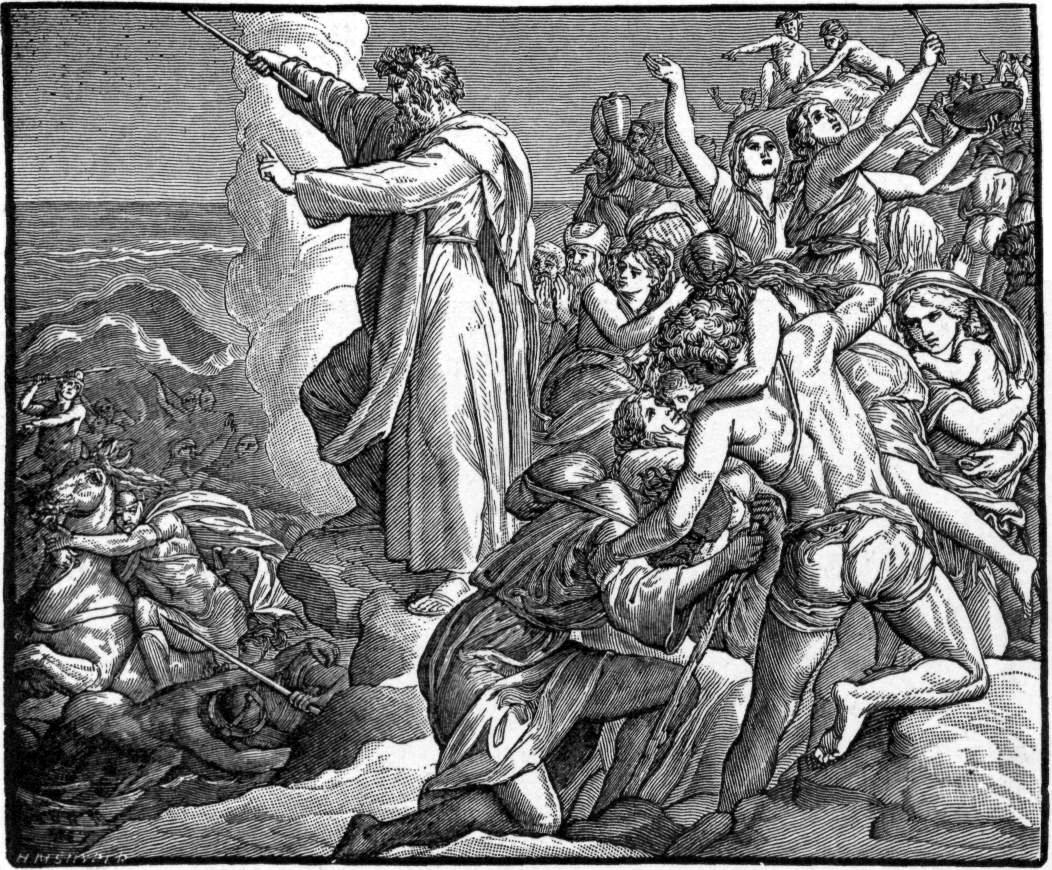
L'attraversamento del Mar Rosso in un'illustrazione ottocentesca.

La Pasqua ebraica, chiamata Pesach (pascha, in aramaico), celebra la liberazione degli Ebrei dall'Egitto grazie a Mosè e riunisce due riti: l'immolazione dell'agnello e il pane azzimo.
La parola ebraica pesach significa "passare oltre", "tralasciare", e deriva dal racconto della decima piaga, nella quale il Signore comandò agli ebrei di segnare con il sangue dell'agnello le porte delle case di Israele permettendo allo sterminatore di andare oltre ("passò oltre"), colpendo così solo le case degli Egizi e, in particolar modo, i primogeniti maschi degli Egizi, compreso il figlio del faraone (Esodo, 12,21-34). La Pesach indica quindi la liberazione di Israele dalla schiavitù sotto gli Egizi e l'inizio di una nuova libertà con Dio verso la terra promessa.
Gli ebrei che vivono entro i confini di Israele celebrano la Pasqua in sette giorni.
Durante la festa, un ebreo ortodosso deve astenersi dal consumare pane lievitato e sostituirlo con il pane azzimo, come quello che consumò il popolo ebraico durante la fuga dall'Egitto; per questo motivo, la Pasqua ebraica è detta anche "festa degli azzimi". La tradizione ebraica ortodossa prescrive, inoltre, che, durante la Pasqua, i pasti siano preparati e serviti usando stoviglie riservate strettamente a questa ricorrenza.
Con l'avvento del cristianesimo, la Pasqua ha acquisito un nuovo significato, indicando il passaggio da morte a vita per Gesù Cristo e il passaggio a vita nuova per i cristiani, liberati dal peccato con il sacrificio sulla croce e chiamati a risorgere con Gesù. La Pasqua cristiana è quindi la chiave interpretativa della nuova alleanza, concentrando in sé il significato del mistero messianico di Gesù e collegandolo al Pesach dell'Esodo.
Perciò, la Pasqua cristiana è detta Pasqua di resurrezione, mentre quella ebraica è Pasqua di liberazione dalla schiavitù d'Egitto. Quest'ultimo significato si ricava leggendo uno dei più importanti pensatori ebraici: Filone d'Alessandria scrive che la Pasqua è il ricordo e il ringraziamento a Dio per il passaggio del Mar Rosso, ma che ha anche il significato allegorico di purificazione dell'anima. La Pasqua ebraica può essere intesa anche come attesa per il Messia, come, ad esempio, attesta il Targum Exodi, che descrive la notte di Pasqua come il ricordo delle quattro notti iscritte nel libro delle memorie: la creazione, il sacrificio di Isacco, il passaggio del Mar Rosso e, infine, la venuta del Messia e la fine del mondo.

### La Pasqua cristiana

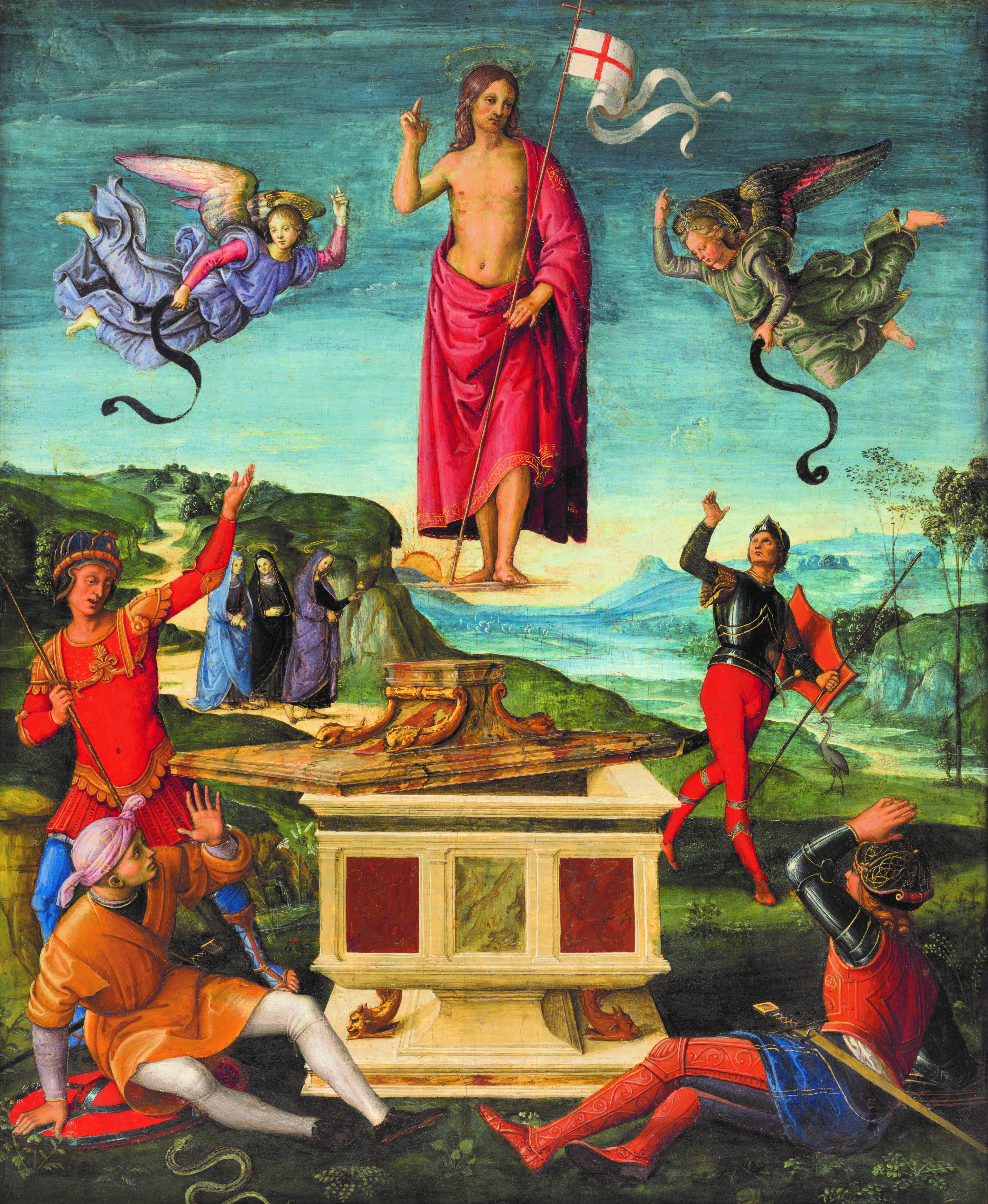
Risurrezione di Raffaello.

La Pasqua è la solennità cristiana che celebra la Risurrezione di Gesù, con l'instaurazione della Nuova alleanza e l'avvento del Regno di Dio.
Dal punto di vista teologico, la Pasqua odierna racchiude in sé tutto il mistero cristiano: con la Passione, Cristo si è immolato per l'uomo, liberandolo dal peccato originale e riscattando la sua natura ormai corrotta, permettendogli quindi di passare dai vizi alla virtù; con la Risurrezione ha vinto sul mondo e sulla morte, mostrando all'uomo il proprio destino, cioè la risurrezione nel giorno finale, ma anche il risveglio alla vera vita. La Pasqua si completa con l'attesa della Parusia, la seconda venuta, che porterà a compimento le Scritture.
Il cristianesimo ha ripreso i significati della Pasqua ebraica nella Pasqua cristiana, seppur con significativi cambiamenti, che le hanno dato un volto nuovo. Le Sacre Scritture hanno infatti un ruolo centrale negli eventi pasquali: Gesù, secondo quanto è stato tramandato nei Vangeli, è morto in croce nel venerdì precedente la festa ebraica, che quell'anno cadeva di sabato, ed è risorto il giorno successivo, in seguito chiamato Domenica. Inoltre, questo evento venne visto dai primi cristiani come la realizzazione di quanto era stato profetizzato sul Messia. Questo concetto viene ribadito più volte sia nella narrazione della Passione, nella quale i quattro evangelisti fanno continui riferimenti all'Antico Testamento, sia negli altri libri del Nuovo Testamento, come nella Prima lettera ai Corinzi, dove San Paolo scrive:
(Prima lettera ai Corinzi, 15,3-4)
L'accento si pone dunque sull'adempimento delle Sacre Scritture, per cui i giudeo-cristiani, pur continuando a festeggiare la Pasqua ebraica, dovettero immediatamente spogliarla del significato di attesa messianica, per rivestirla di nuovo significato, cioè il ricordo della Passione e Risurrezione di Gesù.
Il passaggio sembra essere chiaramente avvertito già da San Paolo, quando, sempre nella prima lettera ai Corinzi, scrive:
(Prima lettera ai Corinzi, 5,7-8)
Il rapporto con la festa ebraica è rimasto nelle letture liturgiche del Sabato Santo che sono proprio quelle della Pesach, ma la festa più importante, la vera Pasqua cristiana è il giorno successivo in cui gli ebrei celebrano l'offerta del primo covone d'orzo e i cristiani la resurrezione di Gesù, il primo esponente della "messe" cristiana. Il fatto che Gesù sia risorto nel primo giorno della settimana ebraica sembrò doppiamente simbolico: in questo giorno Dio aveva creato l'universo e ora nello stesso giorno aveva inizio una nuova creazione.
Alla Pasqua settimanale, la domenica, si aggiunse quindi anche la Pasqua annuale, il giorno più importante dell'anno, celebrato dai discepoli con la consapevolezza sempre più forte di aver istituito una festa nuova con nuovi significati: è un evento straordinario, dove il bene trionfa sul male grazie a Gesù che, morto crocifisso, risorge infine dai morti.

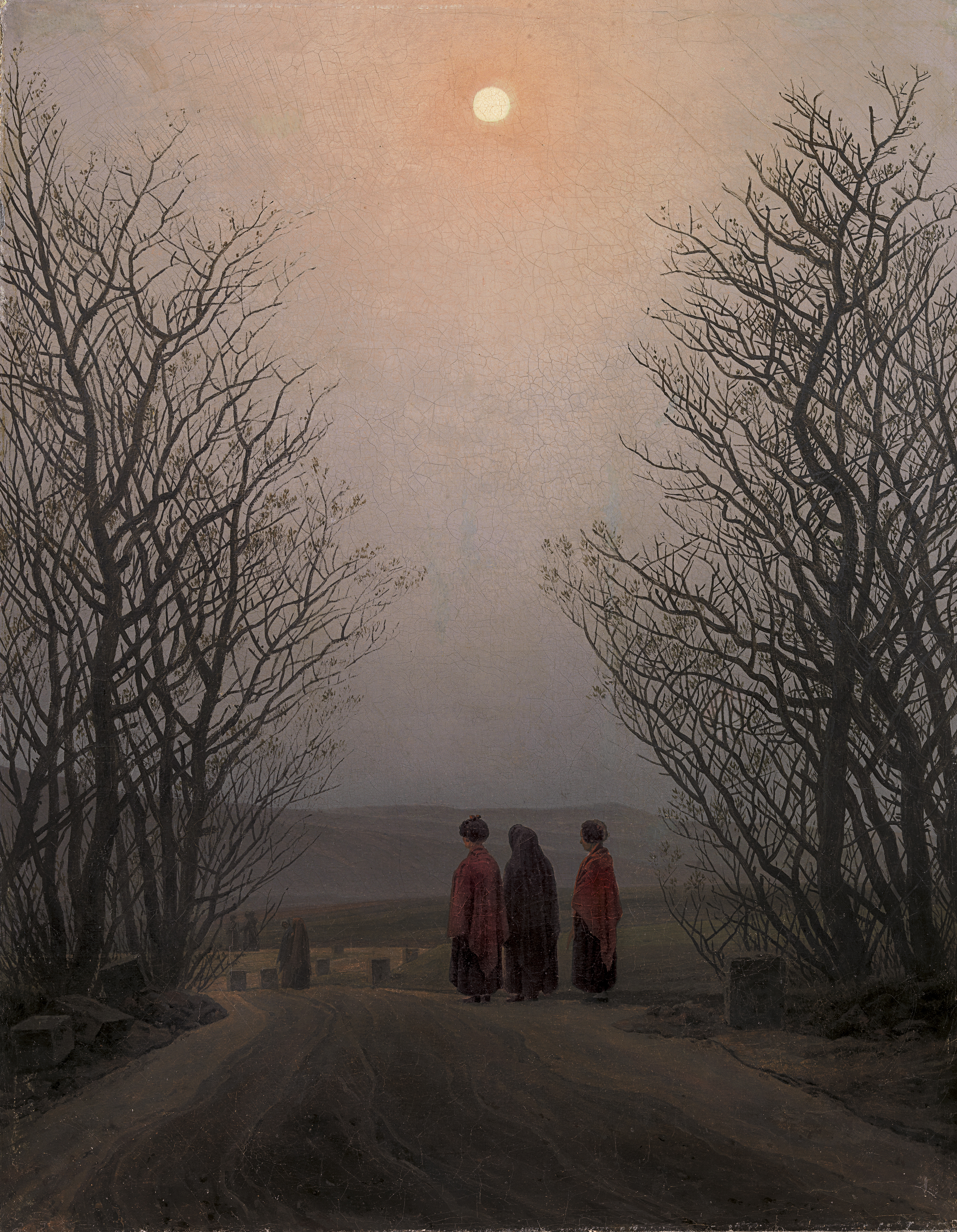
Caspar David Friedrich, Mattino di Pasqua, 1830-1835

### I diversi significati cristiani
Il significato della Pasqua arrivò molto lentamente a riempirsi dell'intero mistero cristiano, ma sin dall'inizio ebbe più accezioni. Tale pluralità comincia già nei Vangeli, anzi, «la diversificazione più originaria della Pasqua nasce proprio qui: nel grado e nel modo diversi con cui essi "pasqualizzano" la vicenda di Gesù, presentandola come antica Pasqua». Infatti, i tre sinottici pasqualizzano l'eucaristia, cioè vedono nella cena il momento in cui la Pasqua di Cristo sostituisce la Pasqua dei Giudei e il ricordo della morte del Figlio sostituisce il ricordo del Passaggio, evidenziando l'immolazione mistica del cenacolo.
Giovanni identifica continui riferimenti alla Pasqua durante la missione terrena di Gesù, trovando continue corrispondenze tra questa e l'esodo del popolo d'Israele, ma alla fine pone l'accento sulla Passione, cioè sull'immolazione reale dell'Agnello di Dio che muore in croce e torna al Padre. Nel Nuovo Testamento non troviamo però l'identità fra il mysterium paschale e il mysterium Christi, nonostante questo sia inscindibile dalla Passione. La Pasqua antica non comprendeva tutto il mistero cristiano, ma abbracciava solo i punti fondamentali: «Cristo morì per i nostri peccati secondo le Scritture, fu sepolto ed è resuscitato il terzo giorno secondo le Scritture».
Nel primo periodo, fino almeno agli inizi del III secolo, la Pasqua è prevalentemente cristologia e ha un unico protagonista: né l'uomo né il Dio dell'Antico Testamento, considerati singolarmente, ma la duplice natura sia divina che umana del Cristo Salvatore. La Pasqua assume quindi un doppio significato commemorativo ed escatologico, ricordando tutto il mistero di Cristo, che culmina nell'evento salvifico della croce e ridesta l'attesa.

## La data del giorno di Pasqua
La festa della Pasqua cristiana è mobile, poiché cade la domenica successiva al primo plenilunio dopo l'equinozio di primavera (quest'ultimo per la Chiesa cade sempre convenzionalmente il 21 marzo, sebbene l'equinozio astronomico oscilli tra il 19 e il 21).
La data della Pasqua è calcolata a partire dall'inizio dell'anno religioso ebraico (calendario lunisolare). L'anno religioso inizia il giorno della prima luna nuova dopo l'equinozio di primavera. La Pasqua ebraica è celebrata 14 giorni dopo l'inizio dell'anno religioso, come specificato nella Bibbia ebraica. La Pasqua cristiana, teoricamente, dovrebbe essere celebrata la prima domenica dopo la Pasqua ebraica, come specificato nei Vangeli. Invece, poiché 14 giorni dopo la luna nuova si ha la luna piena, il Concilio di Nicea I ha stabilito che la Pasqua cristiana deve essere celebrata la prima domenica dopo la prima luna piena della primavera.
Questo sistema venne fissato definitivamente nel IV secolo dal primo concilio di Nicea. Nei secoli precedenti potevano esistere diversi usi locali sulla data da seguire, tutti comunque legati al calcolo della Pasqua ebraica. In particolare alcune chiese dell'Asia seguivano la tradizione di celebrare la Pasqua nello stesso giorno degli ebrei, senza tenere conto della domenica, e furono pertanto detti quartodecimani. Ciò diede luogo a una disputa, detta Pasqua quartodecimana, fra la chiesa di Roma e le chiese asiatiche.
Dionigi il Piccolo calcolò che la data della Pasqua è sempre compresa tra il 22 marzo e il 25 aprile. Infatti, se il 21 marzo è giorno di luna piena e cade di sabato, sarà Pasqua il giorno dopo (22 marzo); se invece il 21 marzo è domenica, il giorno di Pasqua sarà la domenica successiva (28 marzo). D'altro canto, se il plenilunio cade il 20 marzo, il successivo si verificherà il 18 aprile, e se questo giorno è una domenica occorrerà aspettare la domenica successiva, cioè il 25 aprile.
La Pasqua è detta "bassa" dal 22 marzo al 2 aprile, "media" dal 3 al 13 aprile e "alta" dal 14 al 25 aprile.
Il calendario liturgico, e dunque il calcolo della Pasqua, veniva effettuato in tutte le Chiese cristiane sulla base del calendario giuliano. Quando nel 1582 la Chiesa cattolica introdusse il calendario gregoriano, questo fu applicato sia agli usi civili che a quelli religiosi. I paesi protestanti resistettero per qualche secolo a questa riforma, ma alla fine anche loro la adottarono sia in campo civile che religioso. Nei paesi ortodossi, invece, il calendario gregoriano fu adottato per gli usi civili, ma la Chiesa ortodossa continuò ad usare il calendario giuliano nel calendario ecclesiastico, e poiché il 25 dicembre del calendario giuliano corrisponde al 7 gennaio del gregoriano, per lungo tempo vi è stato uno sfalsamento delle festività. Se per le feste fisse lo sfalsamento è costante (13 giorni nel periodo dal 1900 al 2099), per le feste mobili lo sfalsamento è variabile. Se dunque la Pasqua anche nelle Chiese ortodosse ha continuato a cadere fra il 22 marzo ed il 25 aprile dell'anno liturgico, questo corrispondeva al periodo fra il 4 aprile e l'8 maggio del calendario civile, e la differenza fra le due date varia ogni anno. In alcuni anni addirittura coincide (ad es. nel 2017 la Pasqua cadeva il 16 aprile per il calendario gregoriano, corrispondente al 3 aprile del giuliano). Il problema fu parzialmente risolto nel 1928 quando lo scienziato serbo Milutin Milanković propose il calendario giuliano rivisto che fu subito accettato dal Patriarcato ecumenico di Costantinopoli e successivamente da molte altre chiese ortodosse. Le principali chiese ortodosse che non l'hanno ancora adottato sono il Patriarcato di Mosca (Chiesa ortodossa russa) e, curiosamente, proprio la Chiesa ortodossa serba, patria di Milanković.
Nel Consiglio ecumenico delle Chiese del 1997 è stato proposto di far coincidere le due date ma la riforma non ha avuto seguito.
La tradizione della Chiesa cattolica vuole che la data della Pasqua sia annunciata ai fedeli dai sacerdoti durante i riti della festività dell'Epifania (6 gennaio).

## Il racconto dei vangeli
La Pasqua di risurrezione cristiana è l'evento centrale della narrazione dei Vangeli e degli altri testi del Nuovo Testamento: il terzo giorno dopo la sua morte in croce Gesù risorge lasciando il sepolcro vuoto e apparendo inizialmente ad alcune discepole, per poi presentarsi anche agli apostoli e ad altri discepoli.
Tutti gli evangelisti raccontano l'episodio del sepolcro vuoto:
- Matteo, 28:1: Passato il sabato, all'alba del primo giorno della settimana, Maria di Màgdala e l'altra Maria andarono a visitare il sepolcro.
- Marco, 16:1: Passato il sabato, Maria di Màgdala, Maria di Giacomo e Salome comprarono oli aromatici per andare a imbalsamare Gesù.
- Luca, 24:10: Erano Maria di Màgdala, Giovanna e Maria di Giacomo. Anche le altre che erano insieme lo raccontarono agli apostoli.
- Giovanni, 20:1: Nel giorno dopo il sabato, Maria di Màgdala si recò al sepolcro di buon mattino, quand'era ancora buio, e vide che la pietra era stata ribaltata dal sepolcro.

Le quattro versioni concordano sulla presenza di Maria di Magdala e forniscono informazioni diverse sulle altre donne che erano con lei. Gli evangelisti descrivono quindi la presenza di una o due figure angeliche:
- Matteo, 28:2: Ed ecco che vi fu un gran terremoto: un angelo del Signore, sceso dal cielo, si accostò, rotolò la pietra e si pose a sedere su di essa.
- Marco, 16:5: Entrando nel sepolcro, videro un giovane, seduto sulla destra, vestito d'una veste bianca, ed ebbero paura.
- Luca, 24:4: Mentre erano ancora incerte, ecco due uomini apparire vicino a loro in vesti sfolgoranti.
- Giovanni, 20:11,12: Maria invece stava all'esterno vicino al sepolcro e piangeva. Mentre piangeva, si chinò verso il sepolcro e vide due angeli in bianche vesti, seduti l'uno dalla parte del capo e l'altro dei piedi, dove era stato posto il corpo di Gesù.

La narrazione dei vangeli prosegue quindi con la descrizione degli incontri dei discepoli con Gesù risorto nei quaranta giorni successivi alla risurrezione per poi culminare con l'ascensione al cielo in attesa della Seconda venuta.

## Preparazione liturgica

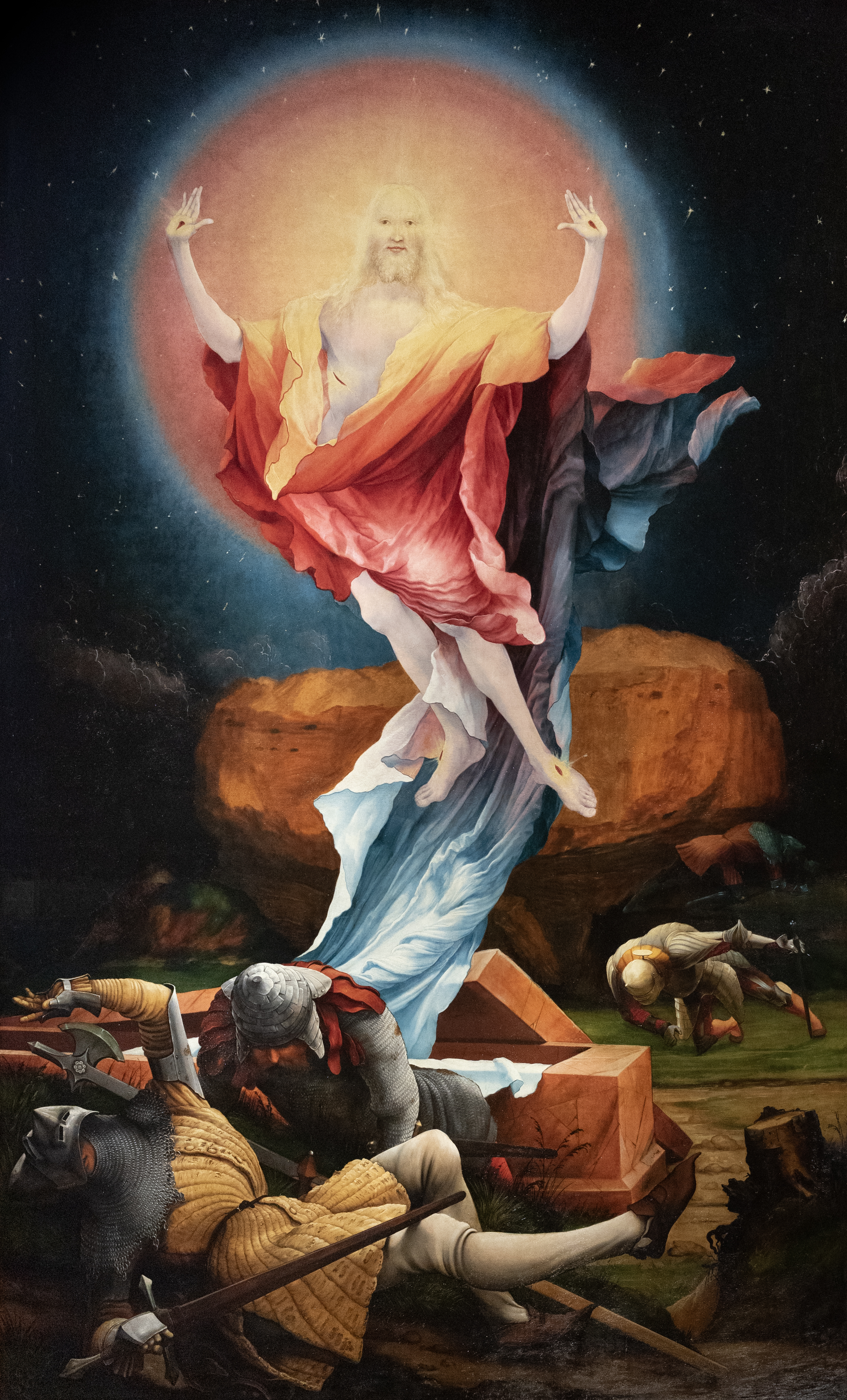
Risurrezione, olio su tavola di Matthias Grünewald.

Nella tradizione cristiana, la Pasqua è preceduta da un periodo preparatorio di astinenza e digiuno della durata all'incirca di quaranta giorni, chiamato generalmente Quaresima, che nella maggior parte delle confessioni cristiane, con l'importante eccezione del rito ambrosiano cattolico, ha inizio il Mercoledì delle Ceneri. La settimana che precede la Pasqua, detta Settimana santa, è un periodo ricco di celebrazioni e dedicato al silenzio e alla contemplazione. Comincia con la Domenica delle Palme, che ricorda l'ingresso di Gesù in Gerusalemme, dove fu accolto trionfalmente dalla folla che agitava in segno di saluto delle foglie di palma. Per questo motivo, nelle chiese cristiane, durante questa domenica, vengono distribuiti ai fedeli dei rami di palma oppure, dove le palme non sono facilmente reperibili, rametti di ulivo o altre piante native.
I giorni dalla sera di giovedì a tutto sabato della Settimana santa, unitamente alla domenica della Risurrezione, costituiscono il Triduo pasquale, periodo centrale della liturgia cristiana.
Nella chiesa cattolica, la mattina del Giovedì santo, si celebra, nelle cattedrali, la Messa crismale, durante la quale il Vescovo consacra gli oli santi (crisma, olio dei catecumeni e olio degli infermi), i quali serviranno durante tutto il corso dell'anno rispettivamente per celebrare le cresime e i battesimi, ordinare i sacerdoti e celebrare il sacramento dell'unzione degli infermi. L'Ora Nona del Giovedì Santo è l'ultima celebrazione liturgica del tempo di Quaresima che si conclude prima dell'inizio della Messa nella Cena del Signore (in cena Domini). I paramenti seguono le regole dei colori liturgici.
Il Venerdì Santo si ricorda la morte di Gesù in croce. Durante questo giorno non si celebra la Messa, ma viene officiata l'Azione liturgica nella Passione del Signore. Sempre durante il Venerdì Santo, in alcune parti del mondo, si organizzano varie celebrazioni o processioni.
Il Sabato Santo, giorno aliturgico, cioè senza messa, continua, come negli altri giorni aliturgici, la Liturgia delle Ore.
La Veglia pasquale, che si celebra la notte del sabato, appartiene liturgicamente alla Domenica di Risurrezione.

## Tradizioni

### Il dono delle uova

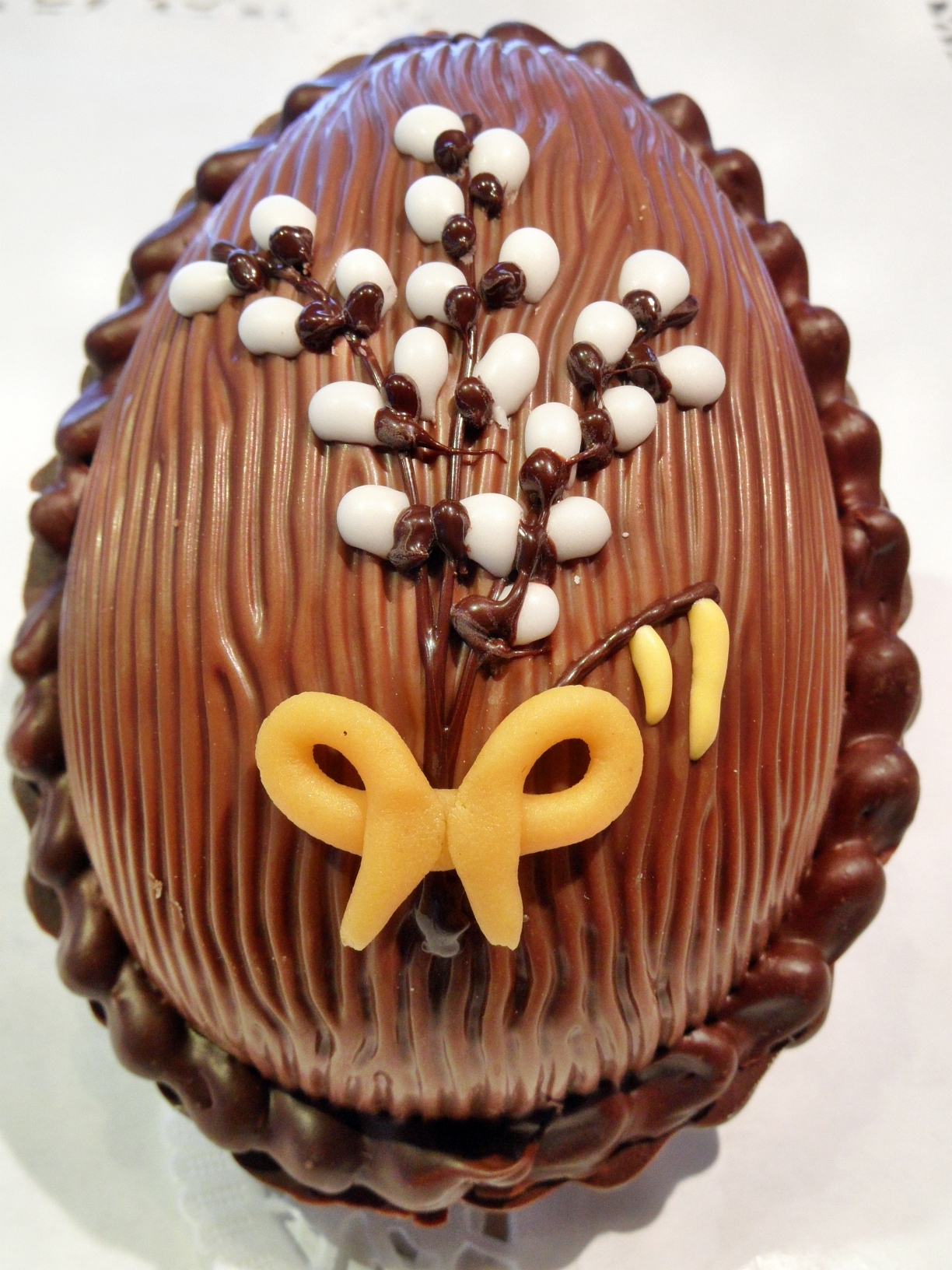
Uovo di Pasqua decorato

A Pasqua c'è l'abitudine di regalare uova di cioccolato. In realtà quest'abitudine è nata con il tempo, ma all'inizio si regalavano uova vere, con il guscio colorato, con il significato di rinascita e che la vita ricomincia.

### Tradizioni locali in Italia

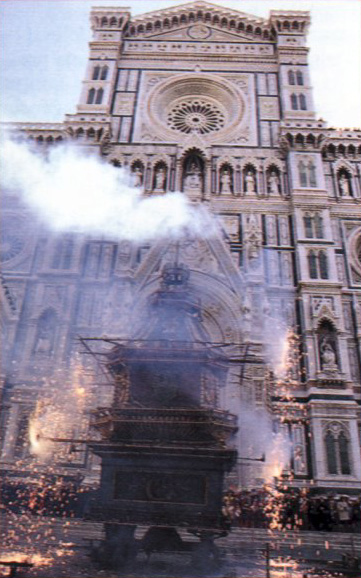
Scoppio del carro con i fuochi d'artificio a Firenze

In Versilia, sempre in segno di perdono, ma stavolta verso Gesù, le donne dei marinai baciano la terra, dicendo: "Terra bacio e terra sono - Gesù mio, chiedo perdono".
In Abruzzo invece è usanza dei contadini durante la Pasqua aggiungere acqua benedetta nel cibo. L'acqua benedetta si usa anche in Venezia Giulia, dove se ne beve mezzo bicchiere a digiuno, prima di mangiare due uova sode e una focaccia innaffiata con vino bianco.
Un altro simbolo utilizzato durante il periodo pasquale è il fuoco. In particolare, a Coriano, in provincia di Rimini, vengono accesi dei falò la sera della vigilia, mentre nelle campagne nella provincia autonoma di Bolzano si porta il fuoco benedetto. I falò vengono accesi anche a San Marco in Lamis, stavolta accesi su un carro con ruote. A Firenze l'uso del fuoco sacro è cambiato nel tempo: prima dell'anno mille venivano infatti portate nelle case delle candele che venivano accese da un cero a sua volta acceso attraverso una lente o una selce; agli inizi del Trecento venivano usati invece tre pezzi di selce che secondo la tradizione arrivavano dal Santo Sepolcro di Gerusalemme; secondo il racconto, tali pezzi di selce vennero donati alla famiglia dei Pazzi da Goffredo di Buglione. Nel seguito, l'uso del fuoco sacro a Firenze si concretizzò in un carro pieno di fuochi d'artificio.